# Смогури (Любуське воєводство)
Смогури (пол. Smogóry) — село в Польщі, у гміні Осьно-Любуське Слубицького повіту Любуського воєводства.
Населення — 683 особи (2011).
У 1975-1998 роках село належало до Гожовського воєводства.

## Демографія
Демографічна структура станом на 31 березня 2011 року:
|          | Загалом | Допрацездатний вік | Працездатний вік | Постпрацездатний вік |
| -------- | ------- | ------------------ | ---------------- | -------------------- |
| Чоловіки | 333     | 76                 | 232              | 25                   |
| Жінки    | 350     | 85                 | 217              | 48                   |
| Разом    | 683     | 161                | 449              | 73                   |